# Arauca (departement)
Arauca is een departement van Colombia. De hoofdstad van het departement is de gelijknamige stad Arauca. In het departement Arauca wonen ruim 230.000 mensen.
Arauca ligt aan de grens met Venezuela. In het gebied zijn belangrijke olievelden. Arauca is bijzonder getroffen door de Colombiaanse Burgeroorlog.

## Gemeenten
Arauca bestaat uit zeven gemeenten:
| Gemeente      | Inwoners |
| ------------- | -------- |
| Arauca        | 39.518   |
| Arauquita     | 15.951   |
| Cravo Norte   | 2.970    |
| Fortul        | 4.393    |
| Puerto Rondón | 2.656    |
| Saravena      | 35.279   |
| Tame          | 23.557   |

| Detailkaart |
| ----------- |
|             |